# 15963 Коеберль
15963 Коеберль (15963 Koeberl) — астероїд головного поясу, відкритий 6 лютого 1998 року.
Тіссеранів параметр щодо Юпітера — 3,318.